# Sarcoscypha occidentalis
Sarcoscypha occidentalis, es una especie de hongo de la familia Sarcoscyphaceae, del orden Pezizales. El análisis filogenético ha demostrado que está más estrechamente relacionada con otras especies de Sarcoscypha que contienen grandes gotas de aceite en sus esporas. S. occidentalis tiene una forma imperfecta (se reproduce asexualmente), clasificada como Molliardiomyces occidentalis.
Los cuerpos fructíferos tienen copas pequeñas de color rojo brillante de hasta 2 cm (3⁄4 pulgadas) de ancho sobre un tallo delgado blanquecino de hasta 1 cm (1⁄2 pulgada) de largo. La especie se distingue de las especies relacionadas S. coccinea y S. austriaca por diferencias en la distribución, la temporada de fructificación y la estructura. El hongo se puede encontrar en América del Norte y Asia. Es una especie saprófita que crece en ramitas de madera dura, especialmente en aquellas que están parcialmente enterradas en suelos húmedos y sombreados ricos en humus.

## Taxonomía
El hongo, recogido originalmente en el condado de Muskingum, Ohio, fue denominado Peziza occidentalis por Lewis David de Schweinitz en 1832. Pier Andrea Saccardo le asignó su nombre actual en 1888. Andrew Price Morgan renombró la especie como Geopyxis occidentalis en 1902 debido a una similitud percibida con Geopyxis hesperidea, pero el cambio de nombre no fue adoptado por autores posteriores. En 1928, Fred Jay Seaver revocó la denominación de Saccardo y aplicó el nombre Plectania a Sarcoscypha coccinea y otros hongos rojos en forma de copa. En revisiones taxonómicas posteriores, Richard P. Korf restableció el nombre del género Sarcoscypha.

### Filogenia
Las relaciones filogenéticas del género Sarcoscypha fueron analizadas por Francis Harrington a finales de la década de 1990. El análisis cladístico combinó la comparación de secuencias del espaciador transcrito interno del ARN no funcional con quince caracteres morfológicos tradicionales, como las características de las esporas, la forma del cuerpo fructífero y el grado de rizado del pelo. Según este análisis, S. occidentalis forma parte de un clado de taxones relacionados evolutivamente que incluye las especies S. dudleyi, S. emarginata, S. hosoyae, S. korfiana y S. mesocyatha. Todas estas especies contienen grandes gotas de aceite en sus esporas, en contraste con el otro clado principal de Sarcoscypha (que contiene la especie tipo S. coccinea), caracterizado por tener gotas más pequeñas y numerosas. La especie más estrechamente relacionada con S. occidentalis es S. mesocyatha, conocida solo en Hawái.
|  | S. korfiana                                                       |
|  |                                                                   |
|  | \| \| S. occidentalis \| \| \| \| \| \| S. mesocyatha \| \| \| \| |
|  |                                                                   |
|  | S. occidentalis                                                   |
|  |                                                                   |
|  | S. mesocyatha                                                     |
|  |                                                                   |

|  | S. occidentalis |
|  |                 |
|  | S. mesocyatha   |
|  |                 |

|  | \| \| S. dudleyi \| \| \| \| \| \| S. emarginata \| \| \| \| |
|  |                                                              |
|  | S. hosoyae                                                   |
|  |                                                              |
|  | S. dudleyi                                                   |
|  |                                                              |
|  | S. emarginata                                                |
|  |                                                              |

|  | S. dudleyi    |
|  |               |
|  | S. emarginata |
|  |               |

|  | S. korfiana                                                       |
|  |                                                                   |
|  | \| \| S. occidentalis \| \| \| \| \| \| S. mesocyatha \| \| \| \| |
|  |                                                                   |
|  | S. occidentalis                                                   |
|  |                                                                   |
|  | S. mesocyatha                                                     |
|  |                                                                   |

|  | S. occidentalis |
|  |                 |
|  | S. mesocyatha   |
|  |                 |

|  | \| \| S. dudleyi \| \| \| \| \| \| S. emarginata \| \| \| \| |
|  |                                                              |
|  | S. hosoyae                                                   |
|  |                                                              |
|  | S. dudleyi                                                   |
|  |                                                              |
|  | S. emarginata                                                |
|  |                                                              |

|  | S. dudleyi    |
|  |               |
|  | S. emarginata |
|  |               |

|  | S. korfiana                                                       |
|  |                                                                   |
|  | \| \| S. occidentalis \| \| \| \| \| \| S. mesocyatha \| \| \| \| |
|  |                                                                   |
|  | S. occidentalis                                                   |
|  |                                                                   |
|  | S. mesocyatha                                                     |
|  |                                                                   |

|  | S. occidentalis |
|  |                 |
|  | S. mesocyatha   |
|  |                 |

|  | \| \| S. dudleyi \| \| \| \| \| \| S. emarginata \| \| \| \| |
|  |                                                              |
|  | S. hosoyae                                                   |
|  |                                                              |
|  | S. dudleyi                                                   |
|  |                                                              |
|  | S. emarginata                                                |
|  |                                                              |

|  | S. dudleyi    |
|  |               |
|  | S. emarginata |
|  |               |

|  | S. korfiana                                                       |
|  |                                                                   |
|  | \| \| S. occidentalis \| \| \| \| \| \| S. mesocyatha \| \| \| \| |
|  |                                                                   |
|  | S. occidentalis                                                   |
|  |                                                                   |
|  | S. mesocyatha                                                     |
|  |                                                                   |

|  | S. occidentalis |
|  |                 |
|  | S. mesocyatha   |
|  |                 |

|  | \| \| S. dudleyi \| \| \| \| \| \| S. emarginata \| \| \| \| |
|  |                                                              |
|  | S. hosoyae                                                   |
|  |                                                              |
|  | S. dudleyi                                                   |
|  |                                                              |
|  | S. emarginata                                                |
|  |                                                              |

|  | S. dudleyi    |
|  |               |
|  | S. emarginata |
|  |               |

|  | S. korfiana                                                       |
|  |                                                                   |
|  | \| \| S. occidentalis \| \| \| \| \| \| S. mesocyatha \| \| \| \| |
|  |                                                                   |
|  | S. occidentalis                                                   |
|  |                                                                   |
|  | S. mesocyatha                                                     |
|  |                                                                   |

|  | S. occidentalis |
|  |                 |
|  | S. mesocyatha   |
|  |                 |

|  | \| \| S. dudleyi \| \| \| \| \| \| S. emarginata \| \| \| \| |
|  |                                                              |
|  | S. hosoyae                                                   |
|  |                                                              |
|  | S. dudleyi                                                   |
|  |                                                              |
|  | S. emarginata                                                |
|  |                                                              |

|  | S. dudleyi    |
|  |               |
|  | S. emarginata |
|  |               |

|  | S. korfiana                                                       |
|  |                                                                   |
|  | \| \| S. occidentalis \| \| \| \| \| \| S. mesocyatha \| \| \| \| |
|  |                                                                   |
|  | S. occidentalis                                                   |
|  |                                                                   |
|  | S. mesocyatha                                                     |
|  |                                                                   |

|  | S. occidentalis |
|  |                 |
|  | S. mesocyatha   |
|  |                 |

|  | \| \| S. dudleyi \| \| \| \| \| \| S. emarginata \| \| \| \| |
|  |                                                              |
|  | S. hosoyae                                                   |
|  |                                                              |
|  | S. dudleyi                                                   |
|  |                                                              |
|  | S. emarginata                                                |
|  |                                                              |

|  | S. dudleyi    |
|  |               |
|  | S. emarginata |
|  |               |

|  | S. korfiana                                                       |
|  |                                                                   |
|  | \| \| S. occidentalis \| \| \| \| \| \| S. mesocyatha \| \| \| \| |
|  |                                                                   |
|  | S. occidentalis                                                   |
|  |                                                                   |
|  | S. mesocyatha                                                     |
|  |                                                                   |

|  | S. occidentalis |
|  |                 |
|  | S. mesocyatha   |
|  |                 |

|  | \| \| S. dudleyi \| \| \| \| \| \| S. emarginata \| \| \| \| |
|  |                                                              |
|  | S. hosoyae                                                   |
|  |                                                              |
|  | S. dudleyi                                                   |
|  |                                                              |
|  | S. emarginata                                                |
|  |                                                              |

|  | S. dudleyi    |
|  |               |
|  | S. emarginata |
|  |               |

|  | S. korfiana                                                       |
|  |                                                                   |
|  | \| \| S. occidentalis \| \| \| \| \| \| S. mesocyatha \| \| \| \| |
|  |                                                                   |
|  | S. occidentalis                                                   |
|  |                                                                   |
|  | S. mesocyatha                                                     |
|  |                                                                   |

|  | S. occidentalis |
|  |                 |
|  | S. mesocyatha   |
|  |                 |

|  | \| \| S. dudleyi \| \| \| \| \| \| S. emarginata \| \| \| \| |
|  |                                                              |
|  | S. hosoyae                                                   |
|  |                                                              |
|  | S. dudleyi                                                   |
|  |                                                              |
|  | S. emarginata                                                |
|  |                                                              |

|  | S. dudleyi    |
|  |               |
|  | S. emarginata |
|  |               |

### Subdivisión
Se ha nombrado una variedad jamaicana (como Plectania occidentalis var. jamaicensis); tiene un himenio más rosado.

#### Forma anamórfica
Los hongos anamórficos o imperfectos son aquellos que parecen carecer de una fase sexual en su ciclo de vida y que, por lo general, se reproducen mediante el proceso de mitosis en estructuras llamadas conidios. En algunos casos, la fase sexual —o fase teleomórfica— se identifica posteriormente y se establece una relación teleomórfico-anamórfico entre las especies. El Código Internacional de Nomenclatura Botánica permite el reconocimiento de dos (o más) nombres para un mismo organismo, uno basado en el teleomorfo y el otro (u otros) restringido al anamorfismo.
El estado anamórfico de S. occidentalis es Molliardiomyces occidentalis, descrito por John W. Paden. Esta forma produce conidióforos lisos e incoloros (tallos especializados que producen conidios) que miden entre 20 y 230 por 2 y 3,2 μm. Los conidios son aproximadamente esféricos u ovoides, lisos, translúcidos (hialinos) y miden entre 4,6 y 7,0 por 3,0 y 3,8 μm.

### Etimología
El epíteto específico occidentalis, derivado de la palabra latina que significa «occidental», puede referirse a la distribución de la especie en el hemisferio occidental. Se conoce comúnmente como copa escarlata con tallo o copa escarlata occidental.

## Descripción
Dependiendo de su edad, los cuerpos frutales de S. occidentalis pueden variar en forma, desde copas profundas hasta platillos o discos en su madurez, y pueden alcanzar diámetros de hasta 2 centímetros (3⁄4 pulgadas). En los ejemplares jóvenes, los bordes de la copa están curvados hacia dentro y son crenulados (con pequeños festones redondeados); los bordes de la copa en los ejemplares más viejos se vuelven laciniados (con bordes dentados cortados en segmentos irregulares). Las copas descansan sobre un tallo de tamaño pequeño a mediano, de hasta 30 milímetros (1+1⁄4 pulgadas) de largo y 1,5-2 mm de grosor, y se unen en el centro o en el lateral de la parte inferior de la copa. La base del tallo puede estar cubierta de «pelos» translúcidos. La superficie interna fértil de las copas, que contiene las esporas, el himenio, es de color rojo brillante, pero se vuelve amarilla o naranja cuando se seca. Es lisa o se vuelve lisa con el tiempo. Los cuerpos fructíferos son carnosos o gomosos cuando están frescos, pero se vuelven correosos cuando se secan. La carne es fina y no tiene olor ni sabor característicos, ni valor culinario.

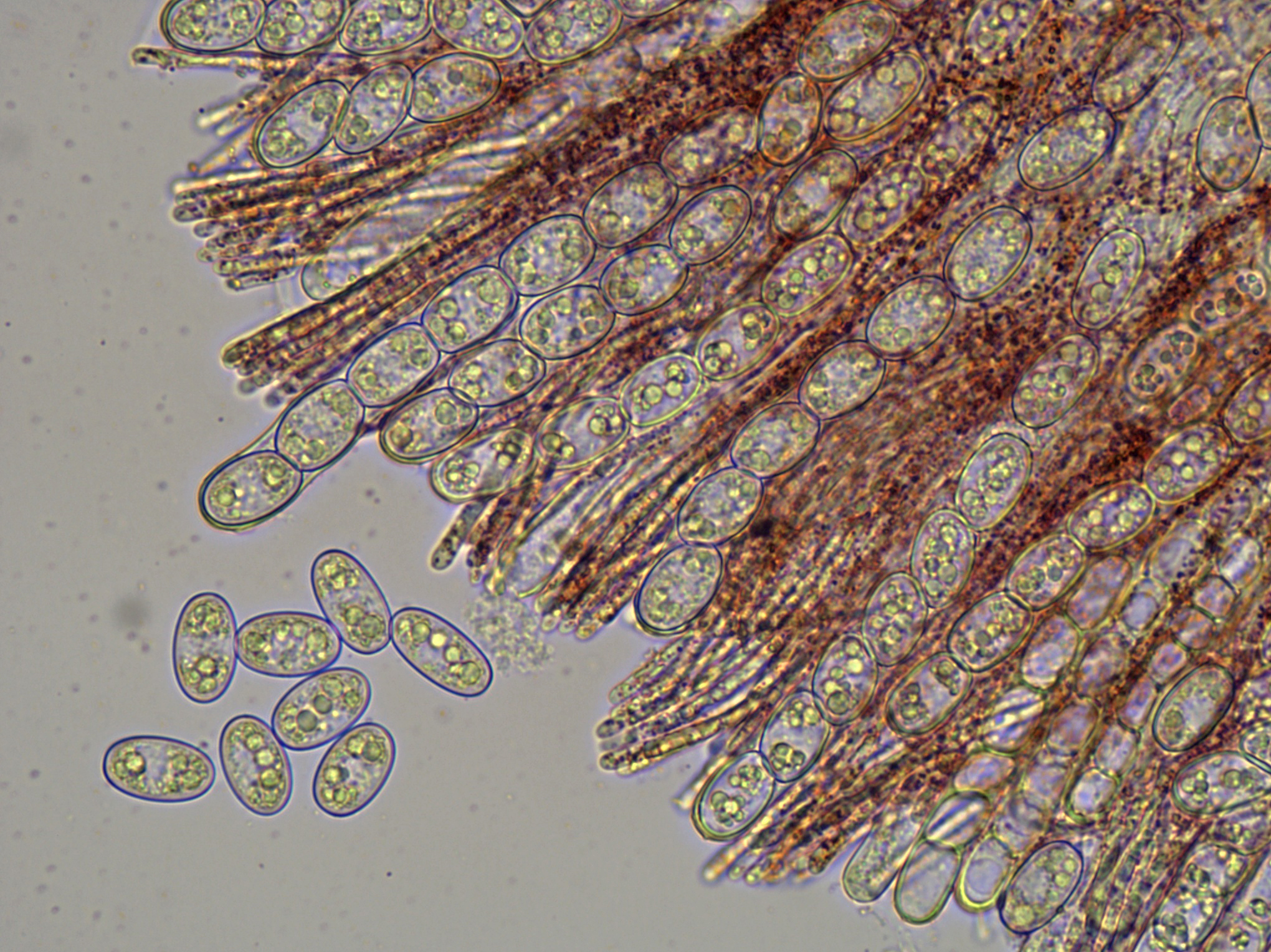
Micrografía de esporas y ascos

El excipulum es un término utilizado para referirse al tejido o tejidos que contienen el himenio del cuerpo fructífero de un ascomiceto. El excipulum ectal (capa de tejido exterior) es delgado (20-30 μm de grosor) y está formado por un tipo de tejido conocido como texura porrecta, que consiste en hifas más o menos paralelas en una sola dirección, con lúmenes anchos y paredes no engrosadas. El excipulum medular (capa de tejido intermedia) es grueso (200-600 μm) y está formado por textura intricata, una capa de tejido formada por hifas entrelazadas de forma irregular con espacios distintivos entre ellas. Los ascos (estructuras filamentosas en las que se desarrollan las ascosporas) son cilíndricos con bases que se estrechan gradualmente, tienen ocho esporas y miden 240-280 por 12-15 μm. Las ascosporas tienen formas elipsoidales a aproximadamente cilíndricas, generalmente con extremos romos, y miden 19-22 por 10-12 μm. Tienen superficies lisas y suelen contener dos grandes gotas de aceite. Las paráfisis (hifas estériles y filamentosas presentes en el himenio) son cilíndricas, de 2-3 μm de grosor, apenas ensanchadas en sus ápices, rectas y en su mayoría sin ramificaciones en la parte superior. A veces pueden anastomosarse, pero no forman una red conspicua. Las paráfisis contienen numerosos gránulos rojos.

### Especies similares
S. occidentalis se confunde con frecuencia con S. coccinea, pero se distingue macroscópicamente de esta especie por sus cuerpos frutales más 
pequeños, sus esporas más pequeñas y su exterior menos peludo. Las dos especies también difieren en su distribución estacional y geográfica: S. occidentalis fructifica desde finales de primavera hasta principios de otoño en los Estados Unidos, mientras que S. coccinea fructifica antes, en primavera, y se distribuye en el este de América del Norte, en el medio oeste, en los valles entre la costa del Pacífico y las Sierras y Cascadas, así como en Europa, África, Australia y la India. Otra especie del este de Norteamérica, S. austriaca, tiene cuerpos fructíferos escarlatas de hasta 6 cm (2+1⁄2 pulgadas) de ancho y fructifica a principios de primavera.
S. occidentalis también puede confundirse con Microstoma floccosum, que se encuentra en el mismo hábitat. Sin embargo, M. floccosum tiene copas más altas y está cubierto de pelos blancos y rígidos. Otro hongo en forma de copa, Scutellinia scutellata, tiene forma de disco sin tallo y está bordeado de pelos negros alrededor del borde. Las especies Melastiza suelen carecer de tallos y Phillipsia domingensis produce copas de color púrpura o rojo oscuro con la parte inferior blanca.

## Distribución y hábitat

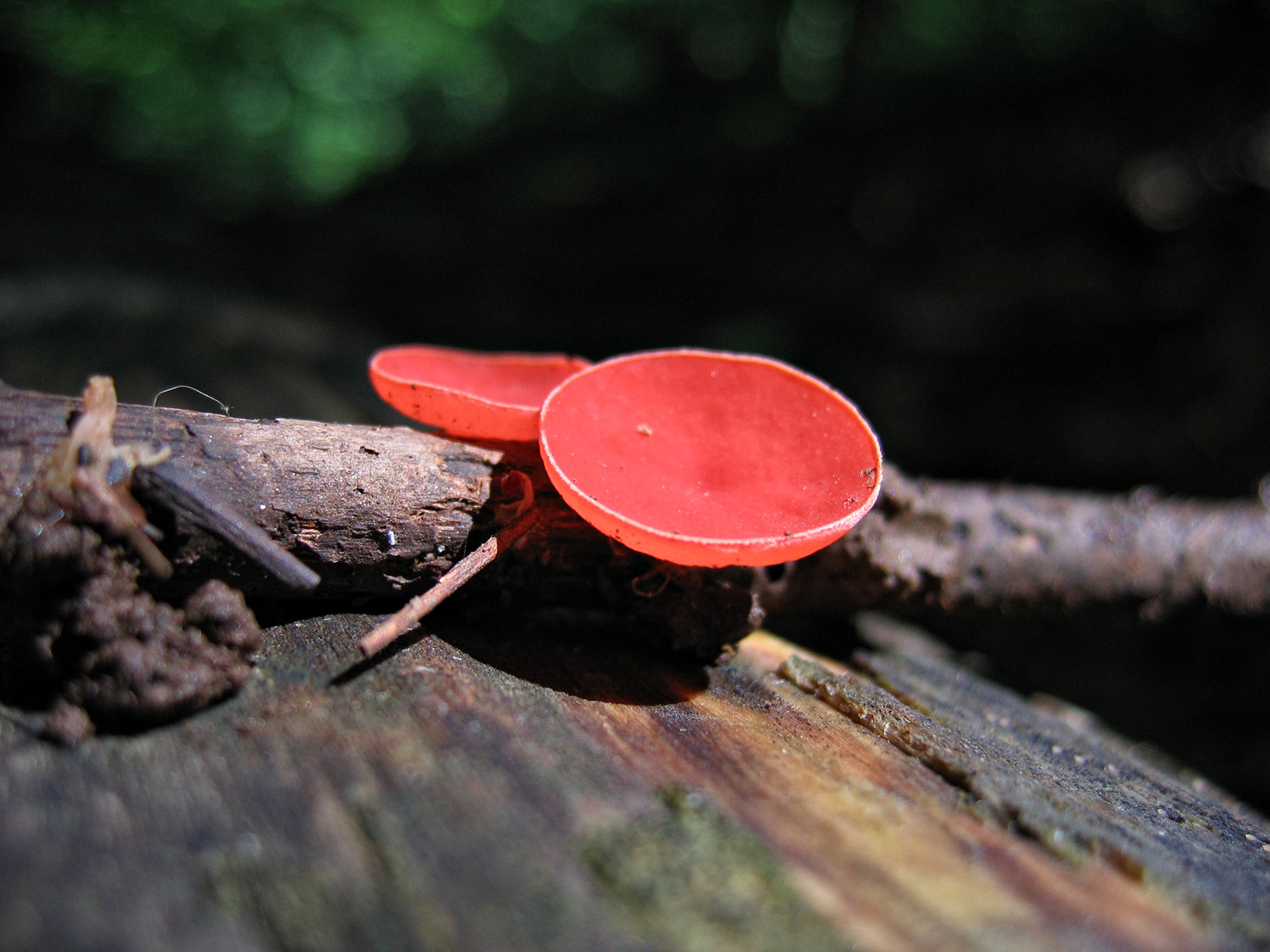
S. occidentalis crece en palos y ramitas.

El hongo se encuentra en América del Norte, al este de las Montañas Rocosas, y en zonas de mayor altitud en América Central y el Caribe. También se ha recolectado en Japón y Taiwán.
Como hongo saprófito, S. occidentalis forma parte de una comunidad de hongos que desempeñan un papel importante en el ecosistema forestal al descomponer las moléculas complejas e insolubles de celulosa y lignina de la madera y la hojarasca en oligosacáridos más pequeños que pueden ser utilizados por una variedad de microbios. Los cuerpos fructíferos de S. coccinea pueden crecer de forma solitaria, dispersos o agrupados en palos, ramitas y fragmentos de madera muerta, normalmente algo descompuestos y parcialmente enterrados en los 5 cm superiores del suelo y la hojarasca del bosque. Prefiere suelos húmedos y sombreados con un alto contenido en humus. Como todas las especies de Sarcoscypha, prefiere la madera de angiospermas, como el roble, el arce y el tilo americano; una guía de campo señala su preferencia por el nogal americano.